# Charles-Jean Bonvoust
Charles-Jean Bonvoust, né le 6 juin 1747 à Alençon où il est mort le 17 germinal an VII (6 avril 1799), est un prêtre français, inspirateur présumé du camembert.

## Biographie
Né le matin du mardi 6 juin 1747, chez son père René-Charles-Antoine Bonvoust, marchand, rue des Poteries à Alençon, Bonvoust a été baptisé, le soir même, sur la demande de sa mère et par les soins de son père, par J. Boissière, vicaire à Notre-Dame, dans la chapelle des capucins. 
Après avoir terminé ses classes primaires, Bonvoust a intégré, le 30 mars 1764, l’abbaye Saint-Martin de Sées où il a été reçu profès, le 30 mars 1764, âgé de 17 ans à peine. Continuant ses études, il a reçu, quelques années plus tard, le sacerdoce dans cette sainte maison, qu’il habitera jusqu’à la Révolution. Le 11 juin 1778, il a obtenu en cour de Rome des lettres de provision per obitum du prieuré simple de Saint-Pierre-de-Rouville, sis en la paroisse de Périers-en-Auge.
Prêtre réfractaire, il est resté, au plus fort de la Terreur, dans le pays, se cachant et remplissant son ministère là où on le demandait. Les actes qu’il a signés montrent qu’il a été caché à Camembert de juillet 1796 à février 1797. S’il a conseillé Marie Harel, c’est à cette période, alors que celle-ci travaillait au manoir de Beaumoncel, où il était caché.
Arrêté, le 19 septembre 1797, dans le cimetière d’Almenêches, il a été écroué à la maison d'arrêt de sa ville natale, le 1er décembre. Condamné, le 11 janvier 1798, à la déportation vers l’île de Ré, son état de santé ne lui permettant pas d’y être transféré, il a été laissé en prison, où il est mort, l’année suivante.